# Mountain Lake Park
Mountain Lake Park és una població dels Estats Units a l'estat de Maryland. Segons el cens del 2000 tenia 2.248 habitants.

## Demografia
Segons el cens del 2000, Mountain Lake Park tenia 2.248 habitants, 867 habitatges, i 578 famílies. La densitat de població era de 574,8 habitants per km².
Dels 867 habitatges en un 35,4% hi vivien nens de menys de 18 anys, en un 49,5% hi vivien parelles casades, en un 14,1% dones solteres, i en un 33,3% no eren unitats familiars. En el 30% dels habitatges hi vivien persones soles el 12,8% de les quals corresponia a persones de 65 anys o més que vivien soles. El nombre mitjà de persones vivint en cada habitatge era de 2,45 i el nombre mitjà de persones que vivien en cada família era de 3,02.
Per edats la població es repartia de la següent manera: un 27,4% tenia menys de 18 anys, un 8,1% entre 18 i 24, un 25,1% entre 25 i 44, un 20,5% de 45 a 60 i un 19% 65 anys o més.
L'edat mediana era de 39 anys. Per cada 100 dones de 18 o més anys hi havia 79,3 homes.
La renda mediana per habitatge era de 27.917 $ i la renda mediana per família de 37.105 $. Els homes tenien una renda mediana de 29.219 $ mentre que les dones 23.348 $. La renda per capita de la població era de 14.589 $. Entorn del 16,2% de les famílies i el 17,9% de la població estaven per davall del llindar de pobresa.

## Poblacions més properes
El següent diagrama mostra les poblacions més properes.